# Тирі (гора)
Гора́ Ти́рі (англ. Mount Tyree) — друга за висотою вершина Антарктиди, після гори — пік Вінсон, належить до хребта Сентінел, в горах Елсворт. Має висоту 4852 м над рівнем моря.

## Географія

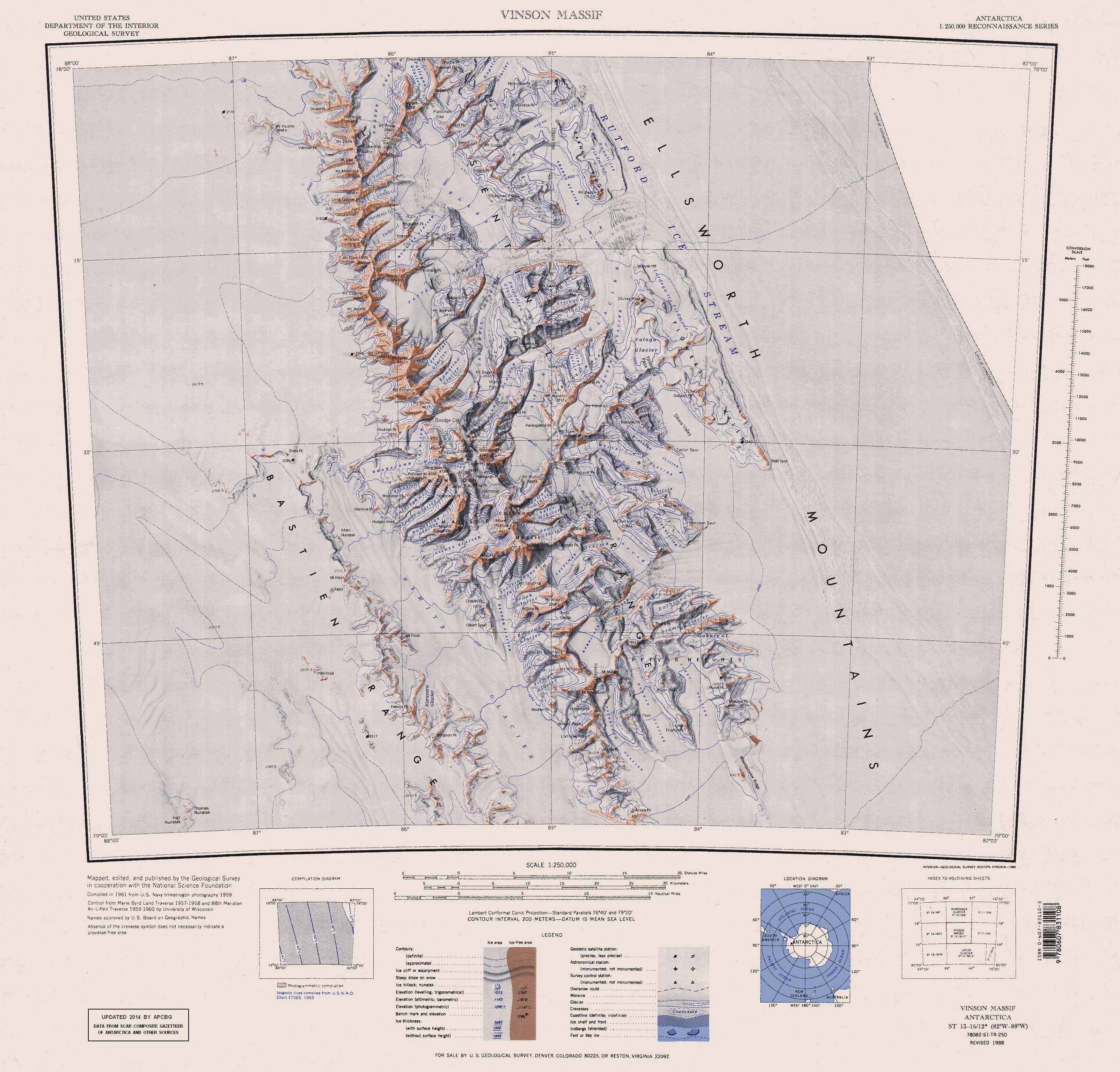
Топографічна мапа гір Елсворт
(масштаб 1:250,000)

Гора розташована в Західній Антарктиді, в основі Антарктичного півострова більше ніж за 1200 км від Південного полюса, майже за 14 км на північ — північний-захід від піка Вінсон, належить до хребта Сентинел, який є північною частиною гір Елсворт, які розташовані на схід від Землі Мері Берд.
Абсолютна висота вершини 4852 метри над рівнем моря (2-га за висотою гора Антарктики та горах Елсворт). Відносна висота — 1152 м, з найвищим сідлом — 3700 м, між нею та батьківською вершиною. Топографічна ізоляція вершини відносно найближчої вищої гори, пік Вінсон (4892 м), найвищої гори Антарктики, становить 13,82 км.

## Відкриття і дослідження
Гора Тирі була відкрита в січні 1958 року під час розвідувальних польотів літаків ескадрильї VX-6, військово-морського флоту Сполучених Штатів, на сході від Землі Мері Берд і в тому ж місяці була нанесена на мапу. Гора була названа на честь контр-адмірала Девіда М. Тирі, який був командиром групи підтримки ВМС США при дослідженні Антарктиди, з 14 квітня 1959 по 26 листопада 1962 року.
Станом на початок 2012 року, тільки п'ять альпіністських груп (в цілому десять чоловік) підкорили вершину цієї гори, за трьома різними маршрутами: 6 січня 1967 року Джон Еванс і Баррі Корбет (члени експедиції Ніколаса Клінча), в січні 1989 року — Террі «Мугс» Стумп, в 1997 році французькі альпіністи Антуан де Хоуденс і Антуан Цаирол, в цьому ж 1997 році Конрад Анкер і Алекс Лове. 3 січня 2012 року Ганс Каммерландер, Роберт Міллер і Крістіан Штангль повторили маршрут французьких альпіністів, зробивши п'яте сходження. З десяти альпіністів, які успішно піднялися на гору Тирі, троє загинули при штурмі гірських вершин протягом наступних чотирьох років їх сходження. Все ще нескореною є південна сторона гори, яка являє собою прямовисну стіну заввишки 2000 метрів і є однією із найбільших стін в Антарктиді.
Гора Тирі входить до складу альпіністського проекту «Сім других вершин» (англ. Seven Second Summits).